# نینا اگدال
نینا اگدال (به انگلیسی: Nina Agdal) (زاده ۲۶ مارس ۱۹۹۲) مدل دانمارکی است.
آگدال در 26 مارس 1992 در دانمارک به دنیا آمد و در شهر هیلرود بزرگ شد. 

## مدلینگ حرفه ای
آگدال در شهر محل زندگی خود  کشف شد. او بدون تجربه مدلینگ وارد مسابقه Elite Model Look شد. او برنده نشد ، اما سپس با  شرکت Elite Models Copenhagen قرارداد بست و مدرسه را تا سن 18 سالگی ادامه داد. پس از فارغ التحصیلی ، او به ایالات متحده نقل مکان کرد ، پس از آن  او در حرفه مدلینگ  شکوفا شد. او مدل برندهای چون Billabong ، ویکتوریا سکرت ، Adore Me ، Bebe Stores و Calzedonia را بوده است. وی همچنین در سرمقاله های مد برای مجلات  Vogue Mexico ، Elle ، Cosmopolitan و CR مد کتاب Carine Roitfeld حضور داشته است.  در سال 2012 ، او برای اولین بار در نسخه لباس شنای اسپورتس ایلاستریتد ظاهر شد و متعاقباً به عنوان "تازه کار سال" شناخته شد. او همچنین در ماه مارس  سال 2017 روی جلد مجله ماکسیم ظاهر شد. در سال 2014 ، او در جلد پنجاهمین سالگرد نسخه لباس شنای اسپورتس ایلاستریتد با کریسی تیگن و لیلی آلدریج ظاهر شد که وی این رویداد را "برجسته"  ترین کار در حرفه مدلینگ خود می داند.
آگدال در تبلیغات تلویزیونی سوپربول 2013 حضور داشت . در آگوست 2016 او با آی‌ام‌جی مادلز قرارداد  امضا کرد.